# Every Little Thing (chanson)
Pour les articles homonymes, voir Every Little Thing (homonymie).
Pistes de Beatles for Sale
Honey Don't
(10) I Don't Want to Spoil the Party
(12)
Every Little Thing est une chanson des Beatles, créditée Lennon/McCartney et publiée sur l'album Beatles for Sale. Elle a été composée durant une tournée en Amérique, principalement par Paul McCartney. Il s'agit d'une déclaration d'amour envers sa petite amie de l'époque, Jane Asher, dont il s'émerveille de la dévotion envers lui. Composée en vue du prochain single du groupe, la chanson est vite reléguée au rang de « chanson de remplissage » sur le disque.
L'enregistrement de la chanson, qui survient fin septembre 1964, comporte plusieurs particularités. John Lennon et George Harrison y échangent en effet leurs fonctions de guitaristes rythmique et solo, tandis que Ringo Starr introduit un instrument original dans le répertoire du groupe : les timbales. En outre, c'est John Lennon qui chante cette chanson de Paul, fait assez rare.
La chanson paraît en décembre 1964 au Royaume-Uni, et en juin 1965 de l'autre côté de l'Atlantique sur l'album Beatles VI. Elle a fait l'objet de quelques reprises dont une seule est vraiment notable, soit celle du groupe Yes sur son album éponyme en 1969.

## Historique

### Composition

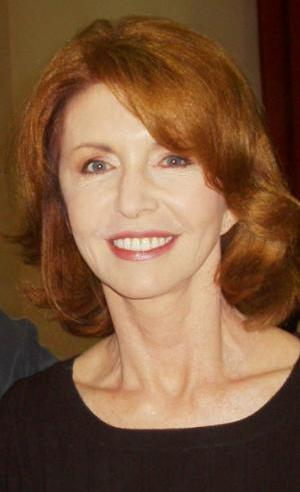
Every Little Thing a probablement été inspirée à Paul McCartney par sa relation avec Jane Asher.

Le style et le texte de la chanson rappellent sous certains aspects celui de John Lennon, en particulier la tournure de certains vers. Pourtant, ce dernier le proclame dans son interview à Playboy en 1980, Every Little Thing est une chanson de Paul McCartney. Lennon ajoute toutefois : « j'y ai peut-être ajouté un petit quelque chose ». Le contexte de composition de la chanson est plus obscur. Dans ses interviews avec Barry Miles, dans les années 1990, McCartney s'est souvenu l'avoir composée au domicile de sa petite amie Jane Asher, où il a composé un grand nombre d'autres chansons comme I Want to Hold Your Hand avec John Lennon. Cependant, dans une interview donnée en 1964, lors de la sortie de la chanson, il avait expliqué l'avoir composée avec Lennon dans un hôtel d'Atlantic City durant la tournée américaine du groupe en août. Son auteur principal explique des années plus tard qu'il s'agissait d'un projet d'écrire le prochain single du groupe, qui est vite devenu une chanson « de remplissage » car « Elle n'avait pas franchement ce qu'il fallait ».
Du point de vue du texte, la chanson expose le point de vue du chanteur sur sa petite amie. Un point de vue tendre qui tente de montrer à quel point la jeune fille est dévouée à son amour. Le tout est couronné par un refrain clamant « Every little thing she does, she does for me » (« toutes les petites choses qu'elle fait, elle les fait pour moi ». Selon Steve Turner, les paroles de la chanson, que l'on pourrait aujourd'hui considérer comme sexistes, s'adressent à Asher, avec qui McCartney vit alors une relation heureuse. Le texte s'inscrit dans la continuité de Things We Said Today, qui se penchait déjà sur cette relation dans la perspective de repenser aux moments heureux lorsque le couple est éloigné par la force des choses. De façon intéressante, alors que McCartney loue en 1964 la dévotion de sa petite-amie, il condamne son éloignement au profit de sa carrière dès l'année suivante. Pas moins de trois chansons sont consacrées à cette critique, fin 1965 (We Can Work It Out, You Won't See Me et I'm Looking Through You).

### Enregistrement
L'enregistrement du matériel pour l'album Beatles for Sale se fait durant l'été et l'automne 1964, lorsque les Beatles ont un peu de temps entre plusieurs tournées. Celui de Every Little Things, de même que quelques autres chansons composées aux États-Unis, débute le 29 septembre aux studios EMI d'Abbey Road. De façon assez surprenante, George Harrison et John Lennon inversent leurs rôles de guitaristes pour cette chanson. Le premier s'occupe de la partie rythmique à la guitare acoustique, et le second de la partie solo à la guitare électrique. Dans un premier temps, McCartney tient pour sa part la basse tandis que Ringo Starr est derrière sa batterie.
C'est le lendemain que le plus gros du travail se fait en studio. L'humeur est plutôt potache, Paul McCartney allant jusqu'à roter certains vers lors d'une prise tandis qu'une autre se termine sur des éclats de rire. La neuvième est cependant jugée la meilleure. Le groupe s'essaie ensuite à quelques ajouts : McCartney s'assied au piano, tandis que Ringo Starr ponctue la chanson de parties de timbales. Il s'agit de l'une des premières fois qu'un Beatle introduit un instrument aussi exotique par rapport à son style et en joue lui-même, ce qui est annonciateur des prochaines innovations du groupe selon le musicologue Alan Pollack.
Les mixages mono et stéréo de la chanson sont réalisés lors d'une grande séance de travail (sans le groupe) le 27 octobre suivant. Comme relève avec amusement Mark Lewisohn, cinq mixages stéréo sont réalisés en une demi-heure, preuve du peu d'intérêt exprimé à l'égard de ce format au début des années 1960.

### Parution et reprises
Every Little Thing paraît au Royaume-Uni le 4 décembre 1964 sur Beatles for Sale, le quatrième album du groupe. Ce disque est souvent considéré comme leur moins bon, ce qui ne l'empêche pas d'atteindre le sommet des charts et de connaître un bon succès critique. La chanson y occupe une place très secondaire et est, selon les propres termes de Paul McCartney, une « chanson de remplissage ». Le groupe en fait par la suite peu de cas, et elle n'est jamais reprise en concert, ni même par McCartney en solo. Richie Unterberger, du site AllMusic, trouve cependant qu'en tant que chanson de remplissage, il s'agit d'un morceau « de premier choix ». Aux États-Unis, la chanson doit atteindre juin 1965 pour paraître sur Beatles VI.
- En 1969, Yes a repris cette chanson sur son premier album homonyme. Leur reprise a transformé la chanson en un mur de son grungy avec plusieurs changements de tempo et de tonalité et une ouverture de jam prolongée qui fait également référence au Day Tripper des Beatles. Ils ont joué leur version de la chanson en direct à plusieurs reprises.
- En 1986, Lou Ann Barton en a fait une version sur son EP Forbidden Tones.
- En 2003, Peter Lipa a inclus cette chanson et 15 autres de Lennon-McCartney sur son album Beatles in Blue.
- En 2004, Martin Gordon a publié une reprise sur The Joy of More Hogwash.
- En 2006, Barbara Dickson a inclus cette chanson et onze autres de Lennon, McCartney et Harrison sur son album Nothing's Gonna Change my World, The Songs of Lennon, McCartney and Harrison.

## Fiche technique

### Interprètes
- John Lennon : chant, guitare acoustique
- Paul McCartney : chœurs, basse, piano
- George Harrison : guitare solo
- Ringo Starr : batterie, timbales

### Équipe de production
- George Martin : producteur
- Norman Smith : ingénieur du son

## Version de Yes
- Jon Anderson : Chant
- Peter Banks : Guitare, chœurs
- Chris Squire : Basse, chœurs
- Tony Kaye : Orgue
- Bill Bruford : Batterie